# 裁かるるジャンヌ
『裁かるるジャンヌ』または『裁かるゝジャンヌ』（仏: La Passion de Jeanne d'Arc、ジャンヌ・ダルクの受難）は、1928年に公開されたフランスのサイレント映画である。監督はデンマークのカール・Th・ドライヤーで、主演はルネ・ファルコネッティである。ジャンヌ・ダルクの異端審問裁判の様子とその後の火刑までを扱った作品で、実際の裁判記録をもとに脚本が書かれ、ジャンヌを英雄視せず、あくまで尋問調書から読み取ることができる一人の人間として描いている。物語の中心となる法廷での審問官とジャンヌの問答の場面は、極端な顔のクローズアップと会話字幕の多用でつないでいる。

## あらすじ
鎖でつながれたジャンヌが兵士に伴われて姿を現す。異端審問官たちの前に連れてこられたジャンヌに次々と質問が投げかけられる。ジャンヌはそれにひとつずつ答えていく。審問官たちは巧みに彼女の答えを誘導する。彼らはジャンヌに神と取引をしたと言わせ、それは神への冒涜だと返す。フランス王シャルル7世からジャンヌへの親書だと偽りの手紙をあたえることにより審問官の一人を彼女に信用させる。それを利用し誘導尋問を進め、ジャンヌから教会の存在意義を否定する言葉を引き出そうとする。
拷問室へ連れてこられたジャンヌは、さらに強迫をうける。ジャンヌが見たのは神ではなく悪魔であること。自らが悪魔の手先であること。それらを認めたうえで悪魔の教えを捨て去ること。その証明として、異端放棄の宣誓書に署名をするよう迫られる。ジャンヌは気絶する。治療のため医師がジャンヌに瀉血を行なう。それにより、さらに体力を失ったジャンヌは死への恐怖におののく。コーションはジャンヌが求めていたミサの準備をする。しかし、聖体拝領の段に至り、彼らはそれを遮ってジャンヌに異端放棄の署名をするよう迫る。コーションは、逡巡するジャンヌにミサの中止と死刑の準備を告げる。ジャンヌは処刑場に引き出される。心身ともに衰弱したジャンヌは死への恐怖からついに審問官たちに屈する。火刑を許され、終身刑を宣告される。牢獄に戻され髪を剃られたジャンヌは処刑場でのことを後悔する。審問官を呼び、署名の撤回を求める。死を免れるために嘘をついたと告白する。火刑の準備が始まる。
マシューはミサを手配し、ジャンヌの告解を聞く。火刑を聞きつけた群衆が城に押し寄せる。ジャンヌは生きたまま火で焼かれる。ジャンヌの死刑を批難する群衆が暴動を起こすが、兵士たちがそれを鎮圧する。

## キャスト
- ジャンヌ - ルネ・ファルコネッティ（フランス語版）
- ピエール・コーション - ウジェーヌ・シルヴァン（フランス語版）
- ニコラ・ロワズルール - モーリス・シュッツ（フランス語版）
- ジャン・マシュー - アントナン・アルトー
- ジャン・ル・メートル - ジルベール・ダリュー（フランス語版）
- ジャン・デスティヴェ - アンドレ・ベルレイ（フランス語版）
- ジャン・ボーペール - ルイ・ラヴェ（フランス語版）
- （役名不明） - ジャン・ディドゥ
- （役名不明） - ミシェル・シモン（フランス語版）

## スタッフ
- 監督・脚本・編集：カール・Th・ドライヤー
- 撮影：ルドルフ・マテ
- 美術：ヘアマン・ヴァルム、ジャン・ユーゴー
- 衣装：ヴァレンティヌ・ユーゴー

## 製作
監督第1作『裁判長』以来、主に家族の物語を描いてきたドライヤーは、フランスを舞台に歴史劇に取り組むことになる。『あるじ』（1925年制作）の世界的な成功を受け、ドライヤーのもとにフランスの映画会社ソシエテ・ジェネラール・ドゥ・フィルムから映画製作の依頼が舞い込んだ。当初、マリー・アントワネット、カトリーヌ・ド・メディシス、ジャンヌ・ダルクの3つの企画案があった。ドライヤーとソシエテ・ジェネラールとの間で幾度かの会談がもたれたが決定を見なかったために、最終的に籤引きによりジャンヌ・ダルクを扱うことが決められた。ソシエテ・ジェネラールは、ジャンヌ・ダルクの小説を書いて注目を集めていたジョゼフ・デルテイユと契約、デルテイユは映画脚本を仕上げるがドライヤーはその脚本を使用しなかった。彼がこの映画で描こうとしたのは、聖なるジャンヌとしての神話化された英雄物語ではなく、実際の裁判記録に基づいた裁判の再現であった。歴史学者ピエール・シャンピオンの助力を得て、裁判記録を詳細に研究したドライヤーは、古文書が明らかにする異端審問官たちの裁判テクニックに注目した。それは、審問官による簡潔な質問と、短く明快なジャンヌの答えであった。簡単な問答を繰り返しつつ、徐々に審問官たちの有利な方へと答えを誘導しようとする。その一言一言がジャンヌをいたぶり苦痛となって彼女を苦しめる。その裁判テクニックを映画の中に移し入れようとした。その両者の問答を映像で表現する手段としてクロース・アップが用いられた。極端なアップと仰角撮影（地面に穴を掘ってその中にカメラマンが入り込んだ）によって、ジャンヌが受けた言葉による拷問と同じ衝撃を見るものに与えようとした。結局、脚本はドライヤーが自身の手で完成させた。映画の中で語られる台詞はすべて実際の裁判調書からとられた。そして、実際は数か月かかった裁判を1日の出来事としてまとめあげた。使われなかったデルテイユの脚本が、1928年に『裁かるるジャンヌ』の脚本として出版された。ドライヤーによるオリジナル脚本は、1964年に『吸血鬼（ヴァンパイア）』、『怒りの日』、『奇跡』の脚本とまとめて出版されている。
ドライヤーはこの作品をトーキー映画（発声映画）にしたいと考えていた。しかし、そのスタジオ設備を整えるリスクを冒すことを当時のヨーロッパ映画界は避けていたため断念するしかなかった。撮影では一つ一つのシーンを納得がいくまで繰り返し作り込んだため、膨大な量のフィルムと時間を費やした。ドライヤーはすべてのシーンで、ノーメイクで演じる俳優に字幕で書かれているのと同じ台詞を喋らせ、トーキー映画のようにして撮影した。さらに、脚本の筋の運びの順番通りに撮影し、その場に実際の裁判が復活したかのような、本物のジャンヌと審問官たちが蘇生したかのような雰囲気をつくりあげた。俳優たちは催眠術にでもかかったかのように彼らの役を演じ続けた。撮影が終わった後も、ある者は泡を吹きながらジャンヌに暴言を浴びせ続け、またある者は「実はあいつは魔女だったのだ！」と一人つぶやいていた。恐怖と欺瞞で満ちあふれた法廷の重い空気が常にスタジオに溢れていた。処刑の前、髪を剃るジャンヌのシーンが行なわれた時、撮影スタッフたちは涙を流し、撮影が終わると彼らは花を手にジャンヌ役のファルコネッティのもとへと集まってきた。ファルコネッティもまた涙を流していた。ドライヤーは「ゆっくりヒロインに近づき、彼女の涙のいくつかをその指でぬぐい、それから彼の唇にその指を押しあてた」。
この映画には、詩人・作家・舞台俳優であり、後年「残酷劇」を提唱し、後の時代の思想・演劇界に影響を与えることになるアントナン・アルトーが出演している。すでに、作家・舞台俳優として名を知られていたアルトーは、映画出演も積極的におこなっていた。「裁かるるジャンヌ」の直前には、アベル・ガンス監督の『ナポレオン』にもマラー役で出演している。その後もアルトーは脚本の執筆や映画製作などに力を入れていたが、いつしか失望へと変わり、映画界から離れるだけでなく、映画を攻撃するまでになった。しかし、ジャン=ルイ・ブローによると、アルトーはドライヤーの人間性と俳優たちへの接し方に感銘を受けたといい、「（アルトーは、ドライヤーと）いっしょに仕事をしたことを忘れ難い思い出としてもちつづけた。（中略）当時、映画俳優たちは、多くの場合、中身がからっぽの操り人形だったが、アルトーはドライヤーが各登場人物の心理にわけ入るために心を使っているのを見て驚いた」と述べている。そしてアルトーは自身にあてがわれた役について、「私が映画について、詩について、人生についてどんな考え方をしていようと、とにかくその時は、私が関わっているのがある美学、主義主張でもなく、一つの作品であり、最も苦悩に満ちた問題の一つを解決しようと努力している一人の男であることがわかった。ドライヤーはジャンヌ・ダルクが最も恐ろしい変形の一つの犠牲であったことを証明しようとした。政府とか教会とかほかのどんな名で呼ばれようと、神の原理が人間たちの脳を通ったために起こる変形の犠牲であることを」と理解した。
撮影カメラマンはポーランド出身のルドルフ・マテが起用された。『ミカエル』（1924年）で初めてドライヤー作品に参加した。マテの仕事ぶりを高く評価したドライヤーは、『裁かるるジャンヌ』、さらに次作の『吸血鬼（ヴァンパイア）』（1930年）でもマテを起用している。ドライヤーは作品ごとにその映画を成り立たせる表現スタイルを探し求めたが、それはカメラマンとの共同作業の場でもあった。映画批評家ドナルド・リチーはマテの仕事について、「彼（マテ）はドライエルとファルコネッティと共に三脚の一本を担う者だった。ドライエルの意図を実現したのは彼であり、異端糾問所において詰問する裁判僧たちのいくつかの顔を、ふいに画面全体を満たすかに思われるすぐれた大写しにとらえたのも彼である」と評している。ドライヤーはマテについて、「私は幸運なことに、これまでつねに、仕事を愛し、仕事のすべを心得、しかも、ある種の探求に没頭したり協力したりすることをいやがらないカメラマンを見つけることができました」と述べている。
この映画では撮影用フィルムとしてパンクロマティックフィルムが使用されている。当時は新製品であったこのフィルムは、感光域が広く、可視光線全域をとらえることができ、肉眼で見るのに近い明暗を再現できる。これ以前のフィルムでは、赤い光には反応せず、たとえ画面内に赤があったとしてもそれを白黒の濃淡で再現するのは不可能であった。このフィルムの再現性の高さは、超クロース・アップで捉えられた俳優たちのノーメイクの顔をさらに引き立たせ、監督が意図したリアリズムを増幅させた。
このフィルムの特性は、舞台装置に施された彩色も引き立たせた。中世の写本に収録された細密画（ミニアチュール）をもとに、この物語の舞台となるルーアンの城塞が造られ、壁は薄いピンクに彩色された。美術を担当したのはヘアマン・ヴァルムとジャン・ユーゴーである。ヘアマン・ヴァルムは『カリガリ博士』（1920年）の舞台装置を制作した人物である。ヴァルムはルドルフ・マテと同様に『吸血鬼（ヴァンパイア）』にも参加している。ジャン・ユーゴーはフランスの画家・舞台美術家であり、作家ヴィクトル・ユーゴーのひ孫である。ドライヤーはこの映画の舞台装置を用意する上で、既存の中世の建築物を使用したりモデルにすることを避けた。中世に描かれたミニアチュールはルネサンス以前のものであり遠近法が使われていない。それをもとにセットを組み上げたために城や家々は独特なプロポーションを成している。中世を再現するために、現代的なリアリズムにおいて行なわれるのではなく、「中世絵画に見られる造形上の真実ーその時代の画家が世界をこのように見、再現したという真実」によってルーアンの町を再現しようとした。セメントで造られたこの城は、高い塔を持ち、城門や跳ね橋を備え、城壁の内側には教会や家、広場などが建造された。撮影では使われない部分に至るまで再現された。

## 公開とフィルムの消息
『裁かるるジャンヌ』は、1928年4月、まず最初にデンマークで上映された。同年10月、フランスで公開されたが、カトリック教会の思惑で改変された形でしか上映できなかった。教会と異端審問官を告発するかのようなこの作品を受け入れることは彼らには到底出来るはずも無かった。フランスにおいてオリジナル版を観ることができたのは一部の映画評論家や映画関係者のみで、改変が行なわれる以前に観ることができた彼らはこの映画を高く評価している。オリジナル版を観ることができた映画理論家のレオン・ムーシナックは検閲後の一般公開版を次のように評している。「カール・ドライヤーの全く関与していない妥協に続くカットと修正はあまりにひどく、（中略）退屈で動揺した映画を観客はここに認め得るだけであった」。
そんな中、同年12月、編集済みのオリジナルネガを保管していたドイツのウーファ社の倉庫で火災があった。その火事によってオリジナルネガは消失した。外国にフィルムを売るために、没になった未使用ネガをかき集めドライヤー自身の手により再編集が行なわれた（第二版ネガ）。そこからポジプリントが起こされ、それがデンマーク、フランスを除く諸外国に送られ各地で上映された（日本では翌1929年に公開）。1929年にはパリで保管していた第二版ネガが再び火災により失われた。その後、ソシエテ・ジェネラール・ドゥ・フィルム社が負債を抱えて倒産（その一因は、多額の資金を投入しながらそれを回収できなかった『裁かるるジャンヌ』の興行的失敗にある）、それに伴い、残された未使用ネガが散逸。デンマークで上映されたポジプリントは2本あったといわれるが、これも散逸した。この時点で存在がわかっているのは、世界各地に送られた第二版ポジと、フランスで検閲の末に改変された第一版のフランス語版ポジとなった。その後、ドライヤーの関知しないところで散逸した未使用ネガを使い再編集が行なわれたり、デンマーク映画博物館の主導で世界各地のプリントを使い最良のバージョンを作ることが試みられたりした。さらに、さまざまな版のプリントがさまざまな形で改変、コピーを重ねられ、世界各地に流布していった。特にアメリカにおいて違法コピーが広く流通した。コピープリントからさらにコピーが繰り替えされ、それらは後にビデオテープやレーザーディスクにもなって世界各地へと広がっていった。
しかし、1981年にポジプリント一本がノルウェーのオスロにある精神病院で発見され、1984年になってデンマークで上映された無修正の第一版であることが判明した。デンマーク語字幕がつけられているそのオリジナルプリントはきれいに保存されていた。そのプリントは同年11月に企画されていたイタリアのヴェローナでのドライヤーの国際シンポジウムで上映された。
日本では、1929年に初公開された。試写の段階では『ジャンヌ・ダルク』や『ジャン・ダーク』という作品名で紹介されたが、この作品は「新感覚なる演出」が用いられており、「史劇的題名を変更」する必要があるとして、この作品を輸入したヤマニ洋行社により一般公開前に新邦題が付けられた。『裁かるるジャンヌ』『セント・ジョン』『ジャンヌ・ダルクのパシヨン』『ジャンヌ受難篇』『ジャンの最後』という5つの候補名の中から賞金付きで一般公募が為された。1994年には有楽町朝日ホールでノルウェーで発見されたオリジナル版が初めて上映され、その後も各地で上映されたが、それはいずれもシネマテーク・フランセーズにより中間字幕をフランス語に書き換えたバージョンである。それと同版が1999年に米クライテリオン社から世界で初めてソフト化されている。2005年、デンマーク語字幕版DVDが日本において紀伊国屋書店から発売された。2021年12月より「奇跡の映画　カール・テオドア・ドライヤー　セレクション」として『怒りの日』『奇跡』『ゲアトルーズ』とともに『裁かるゝジャンヌ』の邦題で、デジタルリマスター版が上映された。

## 評価
初上映から半世紀以上たった1981年にオリジナルフィルムが発見されるまで、オリジナル版を観ることができたのは極限られた人たちだけであった。それも、1928年のほんの数か月たらずである。また、この映画はきわめて特殊な表現形態を持っていた。それゆえに賛否はわかれた。
日本では初公開当時、賛辞と戸惑いとを伴って迎えられた（日本で公開されたバージョンは、オリジナル版ではなく、ドライヤー自身の手により再編集された第二版である）。批評家や映画誌等では概ね好評で、例えば内田岐三雄は「カアル・ドレイエルの作った、特異なる、そして全く優れたる映画。識者の必ず一見を要すべきもの。この数年間に於ける最良の映画の一つはこれである」と評したが、「人気が呼べるかどうかは疑問」「研究者・好事家にもてはやされるだろう」という指摘もされている。
フランスの映画監督ロベール・ブレッソンはこの映画を否定し続けた一人である。彼が観ることができたバージョンは不明だが、著作で次のように評している。「真実のないとき、観客は虚偽に執着する。ドライヤーの映画の中で、ファルコネッティ嬢がまなざしを天に投げ、観客の涙を強要するあの表現主義的な手法」。1961年にブレッソン自身もまたジャンヌダルクの映画（『ジャンヌ・ダルク裁判』）を撮影したが、やはりブレッソンもまた実際の裁判記録を脚本化するというドライヤーと同じアプローチをなぞることになる。一方、ドライヤーは1965年のインタビューで、「（ブレッソンの作品を）一本も見ていない」と答えている。
「現代映画講座」第3巻シナリオ篇（東京創元社、1954年）に「劇的境遇三十六」という章がある。これは劇的なシチュエーションを36通り設定し解説したものだが、31番目に「神と戦う」という項目がある。映画監督大島渚はその項を読んだときそこにドライヤーを重ね合わせた。そして映画監督という職業への恐怖心を抱いた。大島は、映画監督とは神の仕事であると言い、ドライヤーはそれを自覚していただろうと分析する。「彼は人間をふくめて自然がそれぞれのいのちのままに生きかつ死ぬ以外にないことを知っていた。自然の上に降る光と影もまた人間の意志を越えてめぐりゆきめぐりきたるものであることを知っていた。知りながら彼は自然に別のいのちを与え、光と影を与えようとした。神をおそれぬ仕わざである。何のために？おそらく彼は、そのことによって神を見ようとしたのだろう。（中略）ドライヤーはその頃、神を見ようという狂気に身をやいていたのだ」。
ジャン・ルノワールもまたドライヤーを高く評価していた。ルノワールはドライヤーが世を去った直後に、次の文章を残している。「ドライヤーは理論を超越しており、自らの武器を選ばない。われわれ、彼の観客に至り着くまでに彼の霊感がいかなる道のりを辿ったかなど、どうでもいいではないか。重要なのは『裁かるるジャンヌ』だけでなく、他の諸作によっても、彼はわれわれとともにあり続けるだろうということだ。そして卑近な日常をはるかに越えた地点で、会話が成り立ったということである」。

## ランキング
- 「映画史上最高の作品ベストテン」（英国映画協会『Sight & Sound』誌発表）※10年毎に選出
  - 1952年：「映画批評家が選ぶベストテン」第7位
  - 1962年：「映画批評家が選ぶベストテン」第26位
  - 1972年：「映画批評家が選ぶベストテン」第7位
  - 1982年：「映画批評家が選ぶベストテン」第17位
  - 1992年：「映画批評家が選ぶベストテン」第6位
  - 1992年：「映画監督が選ぶベストテン」第10位
  - 2002年：「映画批評家が選ぶベストテン」第14位
  - 2002年：「映画監督が選ぶベストテン」第31位
  - 2012年：「映画批評家が選ぶベストテン」第9位
  - 2012年：「映画監督が選ぶベストテン」第37位[注 8]
- 1958年：「世界映画史上の傑作12選」（ブリュッセル万国博覧会発表）第4位
- 2000年：「20世紀の映画リスト」（米『ヴィレッジ・ヴォイス』紙発表）第8位
- 2008年：「史上最高の映画100本」（仏『カイエ・デュ・シネマ』誌発表）第58位
- 2010年：「エッセンシャル100」（トロント国際映画祭発表）第1位

以下は日本でのランキング
- 1988年：「大アンケートによる洋画ベスト150」（文藝春秋発表）第40位
- 1995年：「オールタイムベストテン・世界映画編（キネ旬創刊80周年記念）」（キネマ旬報発表）第22位